# Сварник Микола Іванович
Микола Іванович Сварник (нар. 23 лютого 1957, м. Луцьк, Волинська область) — український фотограф, вікіпедист, громадський діяч. Кандидат біологічних наук (1989).

## Життєпис

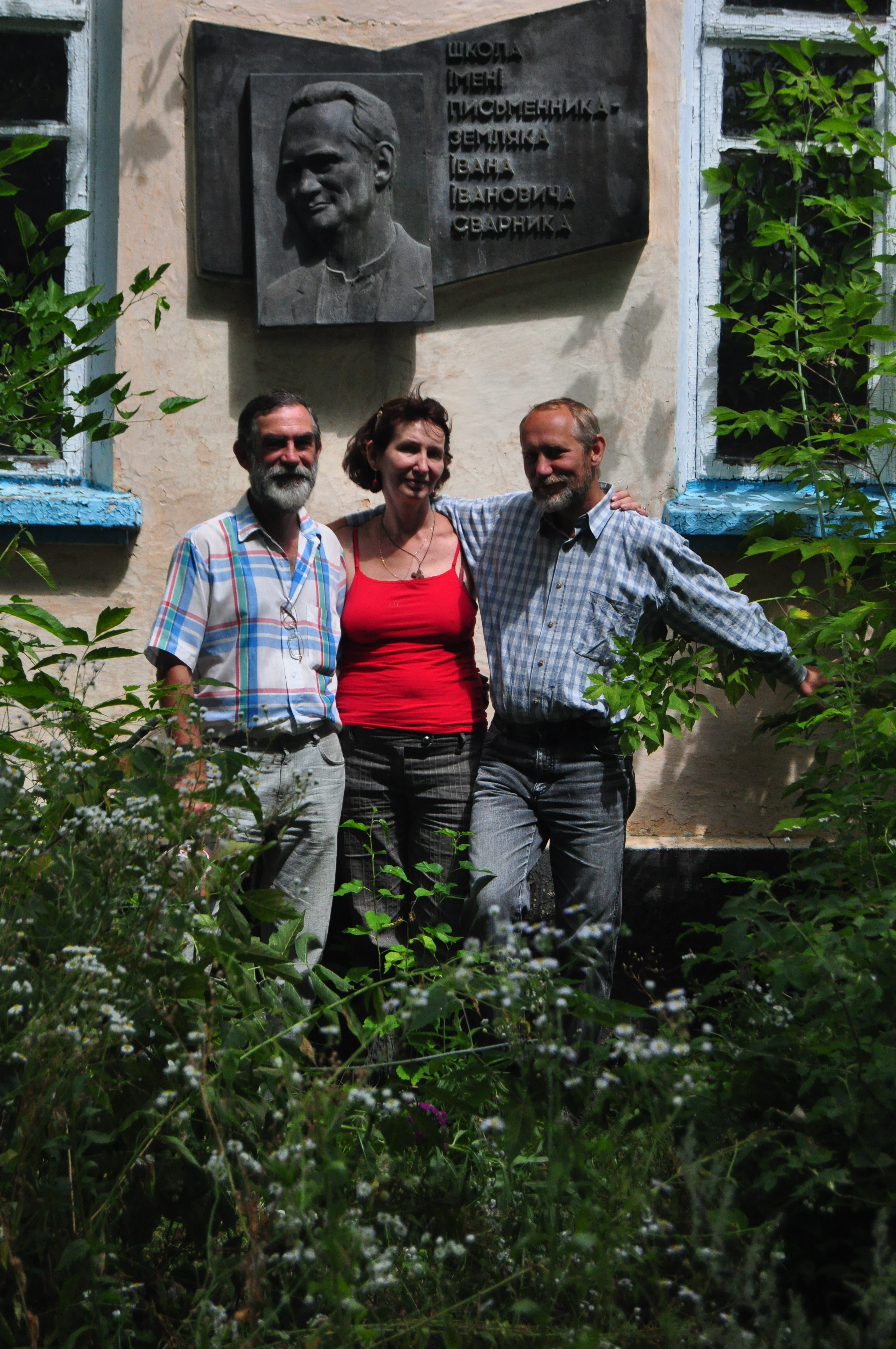
Барельєфний портрет Івана Сварника на стіні школи с. Лисогірки та його діти Іван, Галина та Микола Сварники

Микола Сварник народився 23 лютого 1957 року в місті Луцьку в родині учителів.
Закінчив Львівську середню школу № 28 (1974), Львівський лісотехнічний інститут (1979). Працював інженером, молодшим науковим працівником Інституту екології Карпат НАН України (1979—1994), викладачем кафедри фізичної реабілітації Львівського державного інституту фізичної культури (1996—2000), викладачем медичної і соціальної реабілітації у Львівському медичному коледжі (1998—2000); викладачем (2000—2002), доцентом (2002—2013) кафедри соціології і соціальної роботи Національного університету «Львівська політехніка».
Нині мешкає у Торонто (Канада), де після виходу на пенсію став фріланс-фотографом в українській громаді. Займається волонтерством та редагуванням Вікіпедії.

### Громадська діяльність

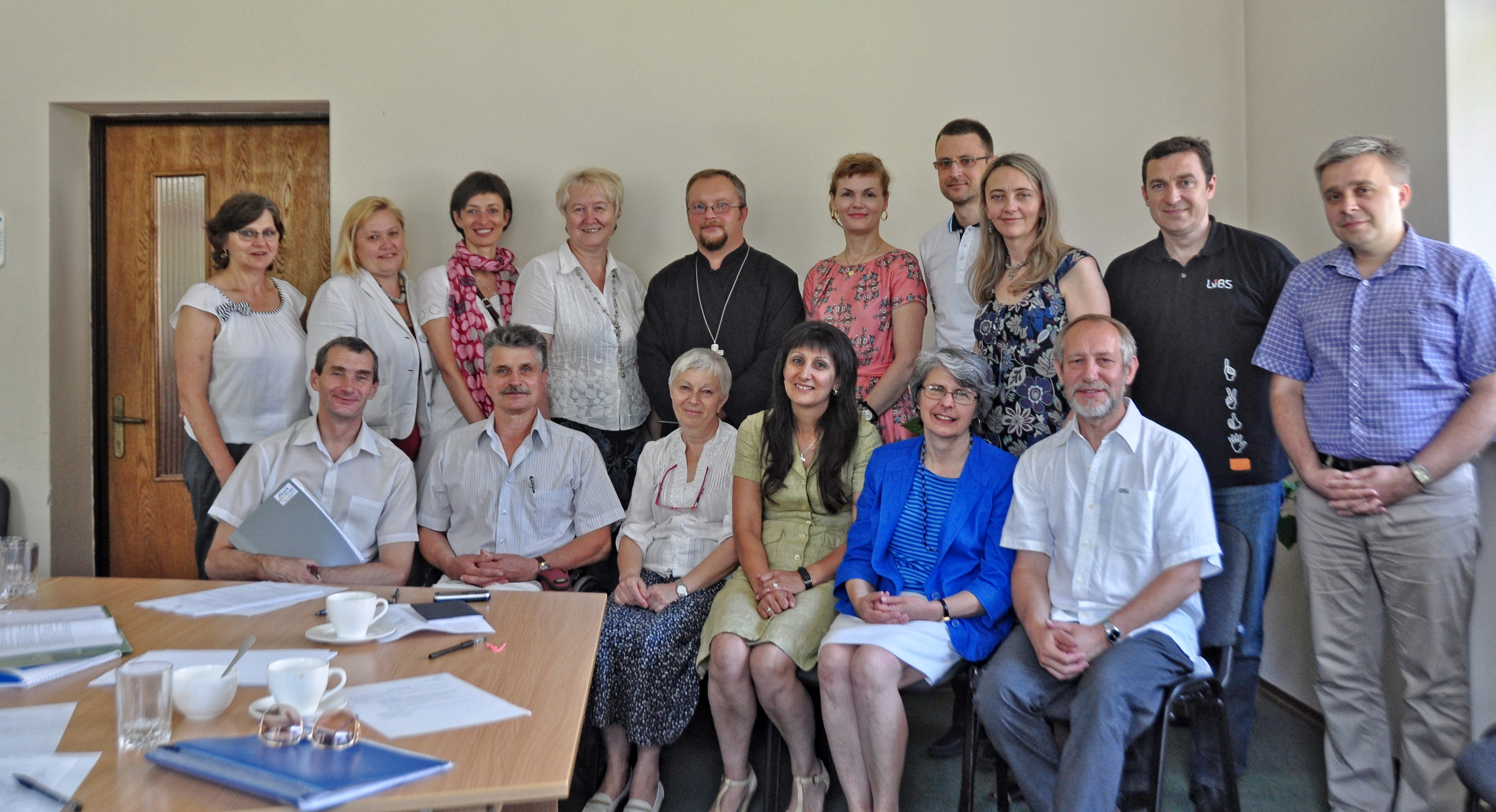
Новосформована Наглядова Рада БУ Навчально-реабілітаційного центру «Джерело» у Львові, червень 2013 р.

Був головою товариства «Надія» (1992—1996), співзасновником Навчально-реабілітаційного центру «Джерело» (від 1994), членом Колегії управління освіти міста Львова (2000—2005) та правління Фонду «Крок за кроком» (1999—2012); головою Ради Коаліції захисту інвалідів та осіб із інтелектуальною недостатністю (2004—2013); член-кореспондент НТШ Канади (2018); членом управи Суспільної Служби Українців Канади, відділ Торонто (2014—2019).
Як член партії «Наша Україна» балотувався до Верховної Ради України на виборах 1998 року під № 108 у списку партії «Реформи і порядок». Був членом партії «Реформи і порядок».
Депутат Львівської міської ради (2006—2010) від фракції Блоку Юлії Тимошенко. Член постійної депутатської комісії медицини, освіти, науки та соціального захисту.
Брав участь:
- у роботі першого видання газети «Поступ»;
- у робочих групах Верховної Ради України щодо законопроєктів з питань інвалідності та освіти.

Член журі й оргкомітетів фотоконкурсів «Вікі любить Землю» та «Вікі любить пам’ятки» (2016, 2018).

### Наукова діяльність
Автор, співавтор близько 80 наукових та науково-популярних праць, 10 посібників, збірників та методичних вказівок.
Окремі публікації:
- Доступність до об'єктів житлового та громадського призначення для людей з особливими потребами (2004, співавтор)[3];
- Активний відпочинок та туризм для неповносправних (2005, співавтор)[3];
- Реабілітаційний супровід навчання неповносправних дітей (2008, співавтор)[3];
- Сільський відпочинок для неповносправних (2011, співавтор)[3].

Сфера наукових інтересів — популяційна екологія природних та антропогенно змінених екосистем високогір’я Українських Карпат (структура і динаміка) питання реабілітації, інклюзивної освіти, правозахисту, методичного і організаційного забезпечення соціальних послуг для дітей і дорослих з інвалідністю; робота з батьками дітей з особливими потребами; методика навчання в фізичній реабілітації та соціальній роботі; мотивація волонтерів у громадському секторі.

## Нагороди та відзнаки
- орден «За заслуги» III ступеня (1 грудня 2006) — за активну життєву позицію, вагомий особистий внесок у вирішення питань соціального захисту та реабілітації інвалідів, багаторічну сумлінну працю, — нагороджений[10]